# Tierpark Görlitz
Tierpark Görlitz – ogród zoologiczny o powierzchni 5 ha założony w 1957 roku we wschodnioniemieckim mieście Görlitz (obecnie Niemcy).

## Historia
W 1957 roku Rada Miasta Görlitz postanowiła utworzyć ogród zoologiczny na terenie Parku Ludu Pracującego, Powstał on po II wojnie   światowej na terenie ogrodu należącego wcześniej do rodziny Raupach. W 1957 roku zbudowano wybieg dla niedźwiedzi, stajnię dla kucyków oraz wybieg dla dzików i jeleni. W 1958 roku powstały terraria, woliera dla bażantów oraz brodzik dla dzieci. Ogród był rozbudowywany wraz z pozyskiwaniem nowych zwierząt. W latach 70. XX wieku zoo odwiedzało 200–300 tysięcy osób rocznie. Ich liczba spadła w latach 80. XX wieku, aby dojść do 100 tysięcy w latach dziewięćdziesiątych, już po zjednoczeniu Niemiec. Gdy zastanawiano się nad likwidacją zoo mieszkańcy założyli w 1995 roku stowarzyszenie Naturschutz-Tierpark Görlitz e.V., które przejęło zarząd nad  goerlitzkim zoo.
Zoo posiada 500 przedstawicieli z 77 gatunków zwierząt, bardzo popularnych w ogrodach zoologicznych i zwierzyńcach, a nawet w gospodarstwach rolnych i agroturystycznych. Do nielicznych cenniejszych gatunków zaliczają się dżejrany, koziorożce alpejskie, manule, pandy małe, rysie euroazjatyckie oraz kilka gatunków ptaków.
Ogród należy do Europejskiego (EAZA) i Światowego Stowarzyszenia Ogrodów Zoologicznych i Akwariów (WAZA).